# Welyki Sosulynzi
Welyki Sosulynzi (ukrainisch Великі Зозулинці; russisch Великие Зозулинцы Welikije Sosulinzy, polnisch Wełyki Zozułynci) ist ein Dorf in der ukrainischen Oblast Chmelnyzkyj mit etwa 850 Einwohnern (2001).

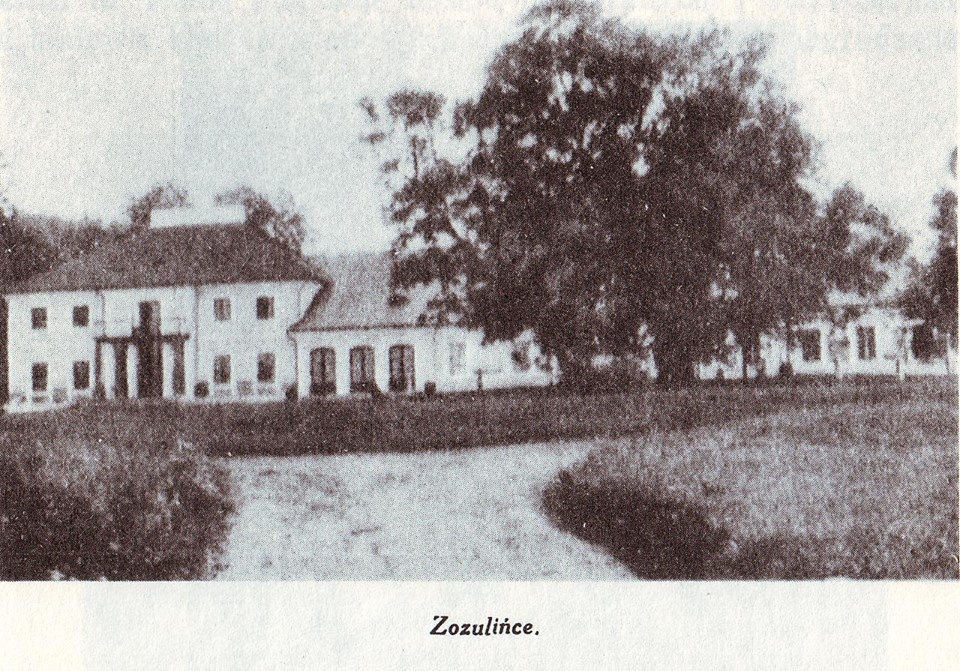
Bild aus der Ortschaft aus einem 1928 erschienenen Fotoalbum

Das erstmals 1545 schriftlich erwähnte Dorf und die umliegenden Dörfer waren zu Beginn der 1920er Jahre Schauplatz heftiger Kämpfe zwischen Teilen der Armee der Ukrainischen Volksrepublik und der Roten Armee.
Welyki Sosulynzi liegt auf einer Höhe von 318 m, etwa 3 Kilometer südlich vom Ufer des Slutsch, einem 451 km langen, rechten Nebenfluss der Horyn, 25 km westlich vom ehemaligen Rajonzentrum Krassyliw und etwa 45 km nordwestlich vom Oblastzentrum Chmelnyzkyj.
Am 12. Juni 2020 wurde das Dorf ein Teil der neugegründeten Landgemeinde Saslutschne, bis dahin bildete es zusammen mit den Dörfern Jucht (Юхт), Mali Sosulynzi (Малі Зозулинці), Nowosilka (Новосілка) und Pidlissja (Підлісся) die gleichnamige Landratsgemeinde Welyki Sosulynzi (Великозозулинецька сільська рада/Welykososulynezka silska rada) im Westen des Rajons Krassyliw.
Am 17. Juli 2020 kam es im Zuge einer großen Rajonsreform zum Anschluss des Rajonsgebietes an den Rajon Chmelnyzkyj.